# Бокшанская, Ольга Сергеевна
Ольга Сергеевна Бокшанская (урождённая Нюренберг; 9 декабря 1891, Дерпт, Лифляндская губерния — 12 мая 1948, Москва) — секретарь дирекции МХАТа и личный секретарь Владимира Немировича-Данченко (с 1919 года).
Дочь журналиста Сергея Нюренберга. Старшая сестра Елены Булгаковой, третьей жены писателя и драматурга Михаила Булгакова. Оставила обширное эпистолярное наследие, отражающее внутреннюю жизнь театра в 1920—1940-х годах.
Является прототипом Поликсены Торопецкой в «Театральном романе» М. А. Булгакова.

## Биография
Родилась 8 декабря 1891 года в 7 часов 15 минут утра в Юрьеве, где в ту пору занимался преподавательской деятельностью её отец. В 1891 году он, ранее принявший лютеранство, перешёл в православие, одновременно сменив свою первоначальную фамилию Ниренберг на Нюренберг. С 1888 года стал печататься в «Рижском вестнике», затем стал секретарём редакции в Юрьеве и в конце концов решил посвятить себя журналистике и общественной деятельности, переехав в Ригу.
В сферу интересов семьи входил театр: Нюренберг ратовал за процветание русского театра в Риге, он организовал первые театральные постановки в стенах русского финансового общества «Улей», а затем способствовал формированию первой постоянной труппы. Домашние спектакли в семье Сергея Марковича были обычным делом. Его внук Оттокар Александрович Нюрнберг, вспоминал: «…отец Елены, человек весьма одарённый, не только основал местный русский драматический театр, но и помимо своей работы в течение некоторого времени писал критические статьи о театре для нескольких газет в Петербурге. К тому же в доме Нюренбергов усердно ставились пьесы, как это было принято в семьях русской интеллигенции. Александр был режиссёром и всегда претендовал на заглавные мужские роли. Главные женские роли играла тщеславная Ольга, реже менее эгоистичная Елена, в то время как Константин к актёрской деятельности не допускался и должен был управлять занавесом».
Сохранился дом (ул. Феллинская, д.1, в 1930-е годы нумерация была изменена на д.3), в котором Нюренберги жили в первый рижский период. В семье, кроме Ольги и Елены, были сыновья Александр (1890—1964) и Константин (1895—1944).
Получила образование в Рижской Ломоносовской женской гимназии.
В 1908 году семья переехала в Петербург. Пожив там некоторое время, пытаясь осесть в Минске и Белостоке, Нюренберги окончательно переселились в Москву, где и жили до революции.
Когда в 1912 году к 19-летней Елене посватался армейский офицер, поручик Владимир Осипович (Иосифович) Бокшанский, она уговорила его жениться на её старшей сестре Ольге, которая была в него влюблена. Бокшанский с началом Первой мировой войны ушёл на фронт, в октябре 1914 года был ранен.
Литературовед М. О. Чудакова со слов Елены Сергеевны писала о семейной жизни её старшей сестры: «Сестра была влюблена в поручика Бокшанского. Е.С. сделала так, что Бокшанский, сначала будто бы влюблённый в неё, полюбил всё же Ольгу… Пришёл с предложением. Отец, Сергей Маркович, вызвал его в кабинет и не советовал — дурной характер. Тот всё же женился… потом, через месяц, пришёл в ужас: „С ней жить нельзя!“ (избалована и прочее). Е.С. ходила с ним, уговаривала… В 1915 г. переехали в Москву. Бокшанский был на фронте, приезжал в отпуск. Ольга подолгу не выходила, прикалывала банты — „Подожди!“ — и если через полчаса зайти к ним в комнату, они сидели в разных углах и читали… Потом Ольга совершенно переменилась… У неё были опущенные веки (болезнь). Глаз почти не было видно… Но она выучилась такой мимике, что это было не очень заметно <демонстрирует несколько надменную гримасу>. Операцию один раз делали, другой раз она сама не стала — 4 часа без наркоза. Она была предана театру безмерно — поступила туда в 1918 г. — секретарём. Брали меня — но она просила меня уступить».
Таким образом, в 1915 году Ольга устроилась на работу во МХАТ, секретарём-машинисткой, и выполняла свою работу великолепно. Известно, что она под диктовку К. С. Станиславского напечатала рукопись книги «Моя жизнь в искусстве», а затем перепечатала её 4 раза.
В 1925 году Ольга Сергеевна познакомилась с М.А. Булгаковым, который пришёл в театр как автор пьесы «Белая гвардия». Ольга Бокшанская напечатала пригласительные билеты на спектакль «Дни Турбиных» (это компромиссное название было найдено к осени 1926 года, так как в письме совету и дирекции от 4 июня 1926 года Михаил Афанасьевич выразил несогласие с предложенным дирекцией для пьесы заглавием «Перед концом»). Два пригласительных драматург послал писателю В. В. Вересаеву и его супруге.
Когда Бокшанская стала личным секретарём В. И. Немировича-Данченко, «в театре была важным лицом, и чем дальше, больше. Она обладала даром чётко схватывать театральную ситуацию и излагать её существо», — писал исследователь театра А. М. Смелянский. Его коллега А. Н. Барков даже полагал, что Бокшанская «…занимала более высокую иерархическую ступень, чем её шеф».
Ольга Сергеевна выезжала с театром на различные зарубежные гастроли, в том числе неоднократно бывала в Риге у матери, которая жила на Альбертовской улице, дом 2, кв. 1. В 1935 году она провела у матери несколько месяцев, с 17 июля по 15 октября.
После женитьбы Булгакова на Елене Сергеевне Бокшанская часто бывала у них. Её рассказы о закулисной жизни театра дали писателю материал для «Театрального романа». Поначалу Булгаков относился к Ольге Сергеевне по-родственному, но постепенно его стали раздражать её бесцеремонность и властность, а также склонность к фантазиям…
В 1938 году руками Ольги Сергеевны под диктовку М. А. Булгакова всего за 2 недели впервые была отпечатана рукопись «Мастера и Маргариты». «Моя уважаемая переписчица, — отчитывался М. Булгаков в письме жене, — очень помогла мне в том, чтобы моё суждение о вещи было самым строгим. На протяжении 327 страниц улыбнулась один раз на странице 245-й („Славное море“…). Почему это именно её насмешило, не знаю. Не уверен в том, что ей удастся разыскать какую-то главную линию в романе, на зато уверен в том, что полное неодобрение этой вещи с её стороны обеспечено. Что и получило выражение в загадочной фразе: „Этот роман — твоё частное дело“ (?!). Вероятно, этим она хотела сказать, что она не виновата!».
Несмотря на сложные с Михаилом Афанасьевичем отношения, после его смерти Ольга Сергеевна говорила, что он был «по-настоящему неисчерпаемый человек», личность «потрясающего обаяния и интереса», художник «необычайной одарённости».
Ольга Сергеевна скончалась в Москве 12 мая 1948 года. Её прах после кремации тела Елена Сергеевна отвезла в Ригу и захоронила на Покровском кладбище в могиле отца.

## Память

Надгробие С. М. Нюренберга и О. С. Бокшанской на Покровском кладбище в Риге.

Интерес к истории семьи С. М. Нюренберга возродила литературовед Лидия Яновская, первый публикатор и комментатор дневников и воспоминаний Е. С. Булгаковой. В своей книге «Записки о Михаиле Булгакове» (1997) она впервые опубликовала целый ряд найденных ею архивных документов, рассказала о поисках рижских адресов Нюренбергов и мест захоронения, впервые процитировала дневник С. М. Нюренберга. В 2000 году глава об этом была перепечатана журналом «Даугава».
В 2020 году рижский меценат Евгений Гомберг инициировал установку мемориальной доске на доме в Риге, где жила семья Нюренбергов до революции. В ходе подготовки проекта выяснилось, что местом жительства семьи был не дом номер 1 на улице Феллинской, а номер 3. Нумерация дома была изменена в 1930-е годы, когда новые рижские власти были одержимы идеей наведения порядка и присвоили угловому дому с ул. Элизабетес, ранее значившемуся под адресом Элизабетес, 9А, другой адрес — Феллинская, 1. А дом под номером один при этом стал номером три. Гомберг назвал это открытием в булгаковедении, в котором ранее описывался угловой дом, а не тот, где реально жила Елена Сергеевна. Отклик общественности на идею установки мемориальной доски был так велик, что средств хватило не только на работу художника Яниса Струпулиса, но и на восстановление захоронений С. М. Нюренберга и его дочери О. С. Бокшанской на рижском Покровском кладбище. Ольга была кремирована в Москве, откуда Булгакова и привезла прах для захоронения в Риге в 1948 году. В 1967 году Елена Сергеевна пыталась перезахоронить отца и сестру рядом с матерью на Вознесенском кладбище, но не получила разрешения.
Места захоронений, в том числе гранитную доску с посвящением О. С. Бокшанской от МХАТа, обнаружила рижский краевед Светлана Видякина. Она же нашла для установки каменный крест и голгофу для памятника. Надгробие было обновлено в октябре 2020 года.

## Семья
- Отец — Сергей Нюренберг (1864—1933), крещёный еврей, российский и латвийский общественный деятель, журналист, титулярный советник, один из основателей Русского просветительского общества в Лифляндии.
- Мать — Александра Александровна Нюренберг (урождённая Горская, 1864—1956), дочь православного священника.
- Сестра — Елена Булгакова (1893—1970), в первом браке Неёлова (невестка актёра М. В. Дальского), во втором — Шиловская (жена генерал-лейтенанта Е. А. Шиловского), в третьем — Булгакова (жена писателя Михаила Булгакова).
- Первый муж — штабс-капитан Владимир Осипович Бокшанский. Когда брак Ольги Сергеевны с Бокшанским распался, она осталась на его фамилии даже после вторичного замужества.
- Второй муж — Евгений Васильевич Калужский, актёр, театральный деятель. Заслуженный деятель искусств РСФСР. Е. В. Калужский пережил супругу почти на двадцать лет.